# Empty Cage
Empty Cage és un grup de música català, nascut a finals del 2011 a Rubí i format per Sergi Estella (veu i guitarra) i Gerard Tort (bateria i veu). La música que fan està entre el blues i l'indie britànic.
El 2012 van guanyar el concurs de maquetes Sona9 en una votació disputada competint amb Coriolà i a Patch. A finals de 2013 el grup publica el seu primer disc" Tal com raja", enregistrat als Estudis Music Lan amb la producció de Xarim Aresté. El 2019 van publicar el seu segon disc, Moneda de tres cares on destaca l'aposta pel hard rock amb un disc gravat a l'estudi Ultramarinos Costa Brava i que té 'Ultim Batec' com a single.